# جوسی لاورنس
جوسی لاورنس (انگلیسی: Josie Lawrence) (زاده ۶ ژوئن ۱۹۵۹ - راولی رجیس) بازیگر اهل کشور انگلستان است.
وی بازیگر فیلم‌هایی همچون پوآرو (فصل اول)، آوریل افسون‌شده و رابین هود بوده است.